# مارك كونلي
مارك كونلي (بالإنجليزية: Mark Connelly)‏ هو مؤرخ بريطاني، ولد في القرن العشرين.